# Kvalifikace na Mistrovství světa ve fotbale 2026 (AFC)
Kvalifikace na Mistrovství světa ve fotbale 2026 konfederace AFC začala 12. října 2023 a skončí v listopadu 2025. Kvalifikace se bude hrát na pět kol. Kvalifikuje se osm týmů a jeden do mezikontinentální baráže.

## Program
- 1. Kolo (12.–17. října 2023)
- 2. Kolo (16. listopadu 2023–11. června 2024)
- 3. Kolo (5. září 2024–10. června 2025)
- 4. Kolo (říjen 2025)
- 5. Kolo (listopad 2025)

## Týmy
| Nasazeni do 2. kola                                                    | Nasazeni do 2. kola                                                        | Nasazeni do 2. kola                                                             | Nasazeni do 1. kola                                                                     | Nasazeni do 1. kola                                                                 |
| Koš 1                                                                  | Koš 2                                                                      | Koš 3                                                                           | Koš 1                                                                                   | Koš 2                                                                               |
| ---------------------------------------------------------------------- | -------------------------------------------------------------------------- | ------------------------------------------------------------------------------- | --------------------------------------------------------------------------------------- | ----------------------------------------------------------------------------------- |
| Japonsko Írán Austrálie Jižní Korea Saúdská Arábie Katar Irák SAE Omán | Uzbekistán Čína Jordánsko Bahrajn Sýrie Vietnam Palestina Kyrgyzstán Indie | Libanon Tádžikistán Thajsko Severní Korea Filipíny Malajsie Kuvajt Turkmenistán | Hongkong Indonésie Tchaj-wan Maledivy Jemen Afghánistán Singapur Myanmar Nepál Kambodža | Macao Mongolsko Bhútán Laos Bangladéš Brunej Východní Timor Pákistán Guam Srí Lanka |

## 1. kolo
Slosované týmy hrají mezi sebou dva zápasy, vítěz postupuje do 2. Kola. 
| Domácí v 1. zápase | Celkem | Hosté v 1. zápase | 1. zápas | 2. zápas |
| ------------------ | ------ | ----------------- | -------- | -------- |
| Afghánistán        | 2 : 0  | Mongolsko         | 1 : 0    | 1 : 0    |
| Maledivy           | 2 : 3  | Bangladéš         | 1 : 1    | 1 : 2    |
| Singapur           | 3 : 1  | Guam              | 2 : 1    | 1 : 0    |
| Jemen              | 4 : 1  | Srí Lanka         | 3 : 0    | 1 : 1    |
| Myanmar            | 5 : 1  | Macau             | 5 : 1    | 0 : 0    |
| Kambodža           | 0 : 1  | Pákistán          | 0 : 0    | 0 : 1    |
| Tchaj-wan          | 7 : 0  | Východní Timor    | 4 : 0    | 3 : 0    |
| Indonésie          | 12 : 0 | Brunej            | 6 : 0    | 6 : 0    |
| Honkong            | 4 : 2  | Bhútán            | 4 : 0    | 0 : 2    |
| Nepál              | 2 : 1  | Laos              | 1 : 1    | 1 : 0    |

## 2. kolo

### Skupina A
| Poř. | Tým         | Z | V | R | P | GV | GI | +/- | B  | Kvalifikace       |
| ---- | ----------- | - | - | - | - | -- | -- | --- | -- | ----------------- |
| 1.   | Katar       | 6 | 5 | 1 | 0 | 18 | 3  | +15 | 16 | postup do 3. kola |
| 2.   | Kuvajt      | 6 | 2 | 1 | 3 | 6  | 6  | 0   | 7  | postup do 3. kola |
| 3.   | Indie       | 6 | 1 | 2 | 3 | 3  | 7  | -4  | 5  |                   |
| 4.   | Afghánistán | 6 | 1 | 2 | 3 | 3  | 14 | -11 | 5  |                   |

| 16. listopadu 2023 18:45 (UTC+3)                                                                        |        |             |                                                                                   |
| Katar                                                                                                   | 8 : 1  | Afghánistán | Chalífův mezinárodní stadion, Al Rayyan diváci: 19 374 rozhodčí: Nasrullo Kabirov |
| Al-Haydos 11' Ali 15', 26', 33' (pen.), 45+3' (pen.) Meshaal 18' Alaaeldin 53' (pen.) Al-Abdullah 90+4' | Report | 13' Sharifi | Chalífův mezinárodní stadion, Al Rayyan diváci: 19 374 rozhodčí: Nasrullo Kabirov |

| 16. listopadu 2023 19:30 (UTC+3) |        |           |                                                                                   |
| Kuvajt                           | 0 : 1  | Indie     | Jaber Al-Ahmad International Stadium, Kuvajt diváci: 32 786 rozhodčí: Shaun Evans |
|                                  | Report | 75' Singh | Jaber Al-Ahmad International Stadium, Kuvajt diváci: 32 786 rozhodčí: Shaun Evans |

| 21. listopadu 2023 20:00 (UTC+3) |        |                                               |                                                                           |
| Afghánistán                      | 0 : 4  | Kuvajt                                        | Al-Ettifaq Club Stadium, Dammam diváci: 330 rozhodčí: Ahmed Faisal Al-Ali |
|                                  | Report | 18' (pen.), 80' Al-Khaldi 69' Daham 82' Saleh | Al-Ettifaq Club Stadium, Dammam diváci: 330 rozhodčí: Ahmed Faisal Al-Ali |

| 21. listopadu 2023 19:00 (UTC+5:30) |        |                                  |                                                                        |
| Indie                               | 0 : 3  | Katar                            | Kalinga Stadium, Bhubaneswar diváci: 11 389 rozhodčí: Sivakorn Pu-udom |
|                                     | Report | 4' Meshaal 47' Ali 86' Abdurisag | Kalinga Stadium, Bhubaneswar diváci: 11 389 rozhodčí: Sivakorn Pu-udom |

| 21. března 2024 21:30 (UTC+3) |        |        |                                                                     |
| Katar                         | 3 : 0  | Kuvajt | Jassim bin Hamad Stadium, Dauhá diváci: 9 826 rozhodčí: Jumpei Iida |
| Afif 47', 68' Al-Rawi 51'     | Report |        | Jassim bin Hamad Stadium, Dauhá diváci: 9 826 rozhodčí: Jumpei Iida |

| 21. března 2024 22:00 (UTC+3) |        |       |                                                                        |
| Afghánistán                   | 0 : 0  | Indie | Damac Club Stadium, Khamis Mushait diváci: 3 900 rozhodčí: Kim Hee-gon |
|                               | Report |       | Damac Club Stadium, Khamis Mushait diváci: 3 900 rozhodčí: Kim Hee-gon |

| 26. března 2024 19:00 (UTC+5:30) |        |                                 |                                                                                    |
| Indie                            | 1 : 2  | Afghánistán                     | Indira Gandhi Athletic Stadium, Guwahati diváci: 8 932 rozhodčí: Mohammed Al-Hoish |
| Chhetri 38' (pen.)               | Report | 70' Akbari 88' (pen.) Mukhammad | Indira Gandhi Athletic Stadium, Guwahati diváci: 8 932 rozhodčí: Mohammed Al-Hoish |

| 26. března 2024 22:00 (UTC+3) |        |              |                                                                              |
| Kuvajt                        | 1 : 2  | Katar        | Ali Sabah Al-Salem Stadium, Ardiya diváci: 8 460 rozhodčí: Sadullo Gulmurodi |
| Daham 79'                     | Report | 77', 80' Ali | Ali Sabah Al-Salem Stadium, Ardiya diváci: 8 460 rozhodčí: Sadullo Gulmurodi |

| 6. června 2024 19:00 (UTC+3) |        |       |                                                                                     |
| Afghánistán                  | 0 : 0  | Katar | Prince Abdullah bin Jalawi Sport City, Hofuf diváci: 651 rozhodčí: Sivakorn Pu-udom |
|                              | Report |       | Prince Abdullah bin Jalawi Sport City, Hofuf diváci: 651 rozhodčí: Sivakorn Pu-udom |

| 6. června 2024 19:00 (UTC+5:30) |        |        |                                                             |
| Indie                           | 0 : 0  | Kuvajt | Salt Lake Stadium, Kolkata diváci: 58 921 rozhodčí: Fu Ming |
|                                 | Report |        | Salt Lake Stadium, Kolkata diváci: 58 921 rozhodčí: Fu Ming |

| 11. června 2024 18:45 (UTC+3) |        |              |                                                                      |
| Katar                         | 2 : 1  | Indie        | Jassim bin Hamad Stadium, Dauhá diváci: 2 816 rozhodčí: Kim Woo-sung |
| Aymen 73' Al-Rawi 85'         | Report | 37' Chhangte | Jassim bin Hamad Stadium, Dauhá diváci: 2 816 rozhodčí: Kim Woo-sung |

| 11. června 2024 18:45 (UTC+3) |        |             |                                                                         |
| Kuvajt                        | 1 : 0  | Afghánistán | Sabah Al Salem Stadium, Kuvajt diváci: 11 680 rozhodčí: Hiroyuki Kimura |
| Al Rashidi 81'                | Report |             | Sabah Al Salem Stadium, Kuvajt diváci: 11 680 rozhodčí: Hiroyuki Kimura |

### Skupina B
| Poř. | Tým           | Z | V | R | P | GV | GI | +/- | B  | Kvalifikace       |
| ---- | ------------- | - | - | - | - | -- | -- | --- | -- | ----------------- |
| 1.   | Japonsko      | 6 | 6 | 0 | 0 | 24 | 0  | +24 | 18 | postup do 3. kola |
| 2.   | Severní Korea | 6 | 3 | 0 | 3 | 11 | 7  | +4  | 9  | postup do 3. kola |
| 3.   | Sýrie         | 6 | 2 | 1 | 3 | 9  | 12 | -3  | 7  |                   |
| 4.   | Myanmar       | 6 | 0 | 1 | 5 | 3  | 28 | -25 | 1  |                   |

| 16. listopadu 2023 19:00 (UTC+9)         |        |         |                                                                           |
| Japonsko                                 | 5 : 0  | Myanmar | Suita City Football Stadium, Suita diváci: 34 484 rozhodčí: Muhammad Taqi |
| Ueda 11', 45+4', 50' Kamada 28' Dōan 86' | Report |         | Suita City Football Stadium, Suita diváci: 34 484 rozhodčí: Muhammad Taqi |

| 16. listopadu 2023 20:00 (UTC+3) |        |               |                                                                                       |
| Sýrie                            | 1 : 0  | Severní Korea | Prince Abdullah Al-Faisal Sports City, Jeddah diváci: 4 285 rozhodčí: Alireza Faghani |
| Al Somah 37' (pen.)              | Report |               | Prince Abdullah Al-Faisal Sports City, Jeddah diváci: 4 285 rozhodčí: Alireza Faghani |

| 21. listopadu 2023 16:00 (UTC+6:30) |        |                                                                                        |                                                                  |
| Myanmar                             | 1 : 6  | Severní Korea                                                                          | Thuwunna Stadium, Yangon diváci: 9 500 rozhodčí: Ilgiz Tantashev |
| Win Naing Tun 77'                   | Report | 30', 54', 56' Jong Il-gwan 34' (pen.) Choe Ju-song 38' Han Kwang-song 70' Ri Hyong-jin | Thuwunna Stadium, Yangon diváci: 9 500 rozhodčí: Ilgiz Tantashev |

| 21. listopadu 2023 17:45 (UTC+3) |        |                                                |                                                                               |
| Sýrie                            | 0 : 5  | Japonsko                                       | Prince Abdullah Al-Faisal Sports City, Jeddah diváci: 6 130 rozhodčí: Ma Ning |
|                                  | Report | 32' Kubo 37', 40' Ueda 47' Sugawara 82' Hosoya | Prince Abdullah Al-Faisal Sports City, Jeddah diváci: 6 130 rozhodčí: Ma Ning |

| 21. března 2024 19:23 (UTC+9) |        |               |                                                               |
| Japonsko                      | 1 : 0  | Severní Korea | Národní stadion, Tokio diváci: 59 354 rozhodčí: Adel Al-Naqbi |
| Tanaka 2'                     | Report |               | Národní stadion, Tokio diváci: 59 354 rozhodčí: Adel Al-Naqbi |

| 21. března 2024 18:00 (UTC+6:30) |        |             |                                                                |
| Myanmar                          | 1 : 1  | Sýrie       | Thuwunna Stadium, Yangon diváci: 7 580 rozhodčí: Hassan Akrami |
| Soe Moe Kyaw 35'                 | Report | 71' Al Dali | Thuwunna Stadium, Yangon diváci: 7 580 rozhodčí: Hassan Akrami |

| 26. března 2024 22:00 (UTC+3)                                    |        |         |                                                                                  |
| Sýrie                                                            | 7 : 0  | Myanmar | Prince Mohamed bin Fahd Stadium, Dammam diváci: 3 252 rozhodčí: Pranjal Banerjee |
| Khribin 30', 54', 63' (pen.) Hesar 47' Ajan 51', 68' Al Dali 80' | Report |         | Prince Mohamed bin Fahd Stadium, Dammam diváci: 3 252 rozhodčí: Pranjal Banerjee |

| 26. března 2024 |                    |          |  |
| Severní Korea   | 0 : 3 (kontumačně) | Japonsko |  |
|                 | Report             |          |  |

| 6. června 2024 18:40 (UTC+6:30) |        |                                             |                                                                     |
| Myanmar                         | 0 : 5  | Japonsko                                    | Thuwunna Stadium, Yangon diváci: 21 200 rozhodčí: Majed Al-Shamrani |
|                                 | Report | 17', 90+3' Nakamura 34' Dōan 75', 83' Ogawa | Thuwunna Stadium, Yangon diváci: 21 200 rozhodčí: Majed Al-Shamrani |

| 6. června 2024 20:00 (UTC+7) |        |       |                                                                          |
| Severní Korea                | 1 : 0  | Sýrie | New Laos National Stadium, Vientiane diváci: 100 rozhodčí: Salman Falahi |
| Jong Il-gwan 90+2'           | Report |       | New Laos National Stadium, Vientiane diváci: 100 rozhodčí: Salman Falahi |

| 11. června 2024 19:14 (UTC+9)                                   |        |       |                                                              |
| Japonsko                                                        | 5 : 0  | Sýrie | Edion Peace Wing Hirošima, Hirošima diváci: 26 650 rozhodčí: |
| Ueda 13' Dōan 19' Krouma 21' (vl.) Sōma 73' (pen.) Minamino 85' | Report |       | Edion Peace Wing Hirošima, Hirošima diváci: 26 650 rozhodčí: |

### Skupina C
| Tým         | Z | V | R | P | +/- | B  |
| ----------- | - | - | - | - | --- | -- |
| Jižní Korea | 6 | 5 | 1 | 0 | +19 | 16 |
| Čína        | 6 | 2 | 2 | 2 | 0   | 8  |
| Thajsko     | 6 | 2 | 2 | 2 | 0   | 8  |
| Singapur    | 6 | 0 | 1 | 5 | −19 | 1  |

### Skupina D
| Tým        | Z | V | R | P | +/- | B  |
| ---------- | - | - | - | - | --- | -- |
| Omán       | 6 | 4 | 1 | 1 | +9  | 13 |
| Kyrgyzstán | 6 | 3 | 2 | 1 | +6  | 11 |
| Malajsie   | 6 | 3 | 1 | 2 | 0   | 10 |
| Tchaj-wan  | 6 | 6 | 0 | 0 | −15 | 0  |

### Skupina E
| Tým          | Z | V | R | P | +/- | B  |
| ------------ | - | - | - | - | --- | -- |
| Írán         | 6 | 4 | 2 | 0 | +12 | 14 |
| Uzbekistán   | 6 | 4 | 2 | 0 | +9  | 14 |
| Turkmenistán | 6 | 0 | 2 | 4 | -10 | 2  |
| Hongkong     | 6 | 0 | 2 | 4 | −11 | 2  |

### Skupina F
| Tým       | Z | V | R | P | +/- | B  |
| --------- | - | - | - | - | --- | -- |
| Irák      | 6 | 6 | 0 | 0 | +15 | 18 |
| Indonésie | 6 | 3 | 1 | 2 | +9  | 10 |
| Vietnam   | 6 | 2 | 0 | 4 | -4  | 6  |
| Filipíny  | 6 | 0 | 1 | 5 | −11 | 1  |

### Skupina G
| Tým            | Z | V | R | P | +/- | B  |
| -------------- | - | - | - | - | --- | -- |
| Jordánsko      | 6 | 4 | 1 | 1 | +12 | 13 |
| Saúdská Arábie | 6 | 4 | 1 | 1 | +9  | 13 |
| Tádžikistán    | 6 | 2 | 2 | 2 | +4  | 8  |
| Pákistán       | 6 | 0 | 0 | 6 | −25 | 0  |

### Skupina H
| Tým     | Z | V | R | P | +/- | B  |
| ------- | - | - | - | - | --- | -- |
| SAE     | 6 | 5 | 1 | 0 | +14 | 16 |
| Bahrajn | 6 | 3 | 2 | 1 | +8  | 11 |
| Jemen   | 6 | 1 | 2 | 3 | -4  | 5  |
| Nepál   | 6 | 0 | 1 | 5 | −18 | 1  |

### Skupina I
| Tým       | Z | V | R | P | +/- | B  |
| --------- | - | - | - | - | --- | -- |
| Austrálie | 6 | 6 | 0 | 0 | +22 | 18 |
| Palestina | 6 | 2 | 2 | 2 | 0   | 8  |
| Libanon   | 6 | 1 | 3 | 2 | -3  | 6  |
| Bangladéš | 6 | 0 | 1 | 5 | −19 | 1  |

## 3. Kolo
Hrají se tři skupiny po šesti týmech, první dva týmy se kvalifikují na MS 2026, 3 a 4 tým do 4. Kola.

### Skupina A
| Tým           | Z  | V | R | P | +/- | B  |
| ------------- | -- | - | - | - | --- | -- |
| Írán          | 10 | 7 | 2 | 1 | +11 | 23 |
| Uzbekistán    | 10 | 6 | 3 | 1 | +7  | 21 |
| SAE           | 10 | 4 | 3 | 3 | +7  | 15 |
| Katar         | 10 | 4 | 1 | 5 | -7  | 13 |
| Kyrgyzstán    | 10 | 2 | 2 | 6 | -6  | 8  |
| Severní Korea | 10 | 0 | 3 | 7 | -12 | 3  |

### Skupina B
| Tým         | Z  | V | R | P | +/- | B  |
| ----------- | -- | - | - | - | --- | -- |
| Jižní Korea | 10 | 6 | 4 | 0 | +13 | 22 |
| Jordánsko   | 10 | 4 | 4 | 2 | +8  | 16 |
| Irák        | 10 | 4 | 3 | 3 | 0   | 15 |
| Omán        | 10 | 3 | 2 | 5 | -5  | 11 |
| Palestina   | 10 | 2 | 4 | 4 | -3  | 10 |
| Kuvajt      | 10 | 0 | 5 | 5 | -13 | 5  |

### Skupina C
| Tým            | Z  | V | R | P | +/- | B  |
| -------------- | -- | - | - | - | --- | -- |
| Japonsko       | 10 | 7 | 2 | 1 | +27 | 23 |
| Austrálie      | 10 | 5 | 4 | 1 | +9  | 19 |
| Saúdská Arábie | 10 | 3 | 4 | 3 | -1  | 13 |
| Indonésie      | 10 | 3 | 3 | 4 | -11 | 12 |
| Čína           | 10 | 3 | 0 | 7 | -13 | 9  |
| Bahrajn        | 10 | 1 | 3 | 6 | -11 | 6  |

## 4. Kolo
Hrají se dvě skupiny po třech týmech, vítěz se kvalifikuje na MS 2026, druhý tým postoupí do 5. Kola.

### Skupina A
| Tým   | Z | V | R | P | +/- | B |
| ----- | - | - | - | - | --- | - |
| Katar | 0 | 0 | 0 | 0 | 0   | 0 |
| SAE   | 0 | 0 | 0 | 0 | 0   | 0 |
| Omán  | 0 | 0 | 0 | 0 | 0   | 0 |

### Skupina B
| Tým            | Z | V | R | P | +/- | B |
| -------------- | - | - | - | - | --- | - |
| Saúdská Arábie | 0 | 0 | 0 | 0 | 0   | 0 |
| Irák           | 0 | 0 | 0 | 0 | 0   | 0 |
| Indonésie      | 0 | 0 | 0 | 0 | 0   | 0 |

## 5. Kolo
Hraje se zápas mezi dvěma týmy, vítěz se kvalifikuje do baráže.
| Tým #1         | Výsledek | Tým #2         |
| -------------- | -------- | -------------- |
| neznámá vlajka | :        | neznámá vlajka |